# Blue Lacy
Blue Lacy je pracovní psí plemeno vzniklé v Texasu v polovině 19. století, oficiálně je ale za plemeno považována od roku 2001. V červnu 2005 guvernér Rick Perry podepsal legislativu o přijetí Blue Lacy jako "oficiální státní plemeno Texasu". Největší populace psů se nachází právě v Texasu, ale v poslední době je možné je výjimečně najít i v Evropě.

## Historie

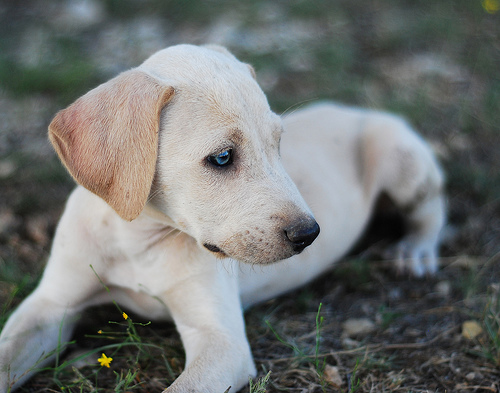
Krémové štěně

Plemeno Blue Lacy bylo pojmenováno po bratrech Lacyových; Frankovi, Georgeovi, Edwinovi, a Harrym. Ti se v roce 1858 přestěhovali z Kentucky do Texasu, kde se usadili v Burnet Country. Sem s sebou přivezli i neobvyklého křížence, pravděpodobně vzniklého z divokého kojota, vlka a chrta, pravděpodobně i barváře. Bratři Lacyovy vedli tyto psy k práci na farmách, jako bylo hnaní prasat.

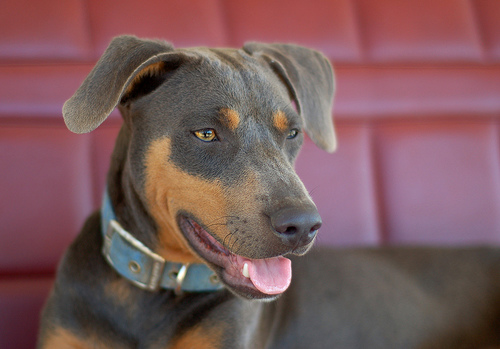
Modrá fena

Dne 15. března 2005 byl usnesen návrh na uznání Blue Lacy jako národní plemeno Texasu a toho roku byl návrh uznán. V roce 2008 bylo plemeno navrženo jako maskot Texaské univerzity, dle tradice ale byla vybráno kolie.
Přestože v Texasu je Blue Lacy plemeno velmi běžné, mimo Severní Ameriku jej je možné vidět pouze vzácně. V posledních letech ale bylo exportováno několik jedinců. V zemi původu se plemeno nejčastěji využívá pro hnaní dobytka nebo pro stopování pomocí barvy (tedy krve). Pomocí krve stopovali zvěř obě plemena barvářů: bavorský i hannoverský. V Evropě je ale uvidíme spíše jako společenské psy vhodné pro psí sporty, jako je agility nebo dogdancing.

## Vzhled
Blue Lacy je velké psí plemeno s krátkou, hustou a na dotek jemnou srstí. Ideální váha fen se pohybuje mezi 11 až 20 kg, u psů (samců) je to 16 až 25 kg. Výška je 46 až 53 cm v kohoutku. V zemi původu se ale tato čísla mírně liší, například maximální hranici hmotnosti tvoří 23 kg, nikoliv 25 kg. Srst plemene Blue Lacy může být, jak již lze podle názvu poznat, modrá. Pojem modrá, označuje všechny odstíny od světle šedé až po uhlovou šedou, tuto barvu mohou mít například i dobrmani. Méně častými zbarveními jsou jednolité bílé nebo trikolorní.

## Povaha
Povahově je Blue Lacy inteligentní, aktivní, ostražité a energické psí plemeno. Bylo vyšlechtěno pro lov a nahánění, proto disponuje vyvinutým loveckým i ovčáckým pudem, současně je to i dobrý hlídač, který je vůči nežádaným hostům nekompromisní, ale zároveň rozezná známé lidi kam od neznámých. Mladí psi jsou někdy příliš impulzivní a aktivní, proto většinou nejsou vhodnými společníky pro malé děti. Naopak odrostlejší jedinci jsou ideální společníci pro aktivní sportovce. Nejlepší pro ně je, když mají dostatek práce na spálení přebytečné energie. Pokud ale mají pohybu málo, mohou být stereotypní až agresivní. Práce ve které vynikají, je především hnaní dobytka, sekundárně i lov prasat. Vhodným sportem je například agility.

## Zdraví
Blue Lacy je plemeno obecně zdravé a bylo vyvinuto, aby splnilo požadavky rančerů a lovů, takže jsou dostatečně silní, aby vydržely i těžké pracovní podmínky. Nicméně se mohou vyskytnout i kožní problémy a alergie. Výjimečně je u těchto psů možné pozorovat alopecii, která způsobuje vypadávání a ztrátu kvality srsti.